# Paul Voß
Paul Voß (Rostock, 26 de marzo de 1986) es un ciclista alemán que fue profesional entre 2006 y 2016.

## Biografía
Comenzó como profesional en el equipo Milram continental, en el que estuvo desde 2006, hasta 2009, donde dio el salto al equipo de la máxima categoría.
En 2009 corrió su primera vuelta grande, compitiendo en la Vuelta a España, donde finalizó 99.º de la general.
Comenzada la temporada 2010, Paul consigue su primera victoria como profesional, que llegó en la Volta a Cataluña en la primera etapa. Decidió correr el Giro de Italia, y en las primeras etapas vistió la maglia verde de la montaña.
Vistió el maillot de lunares rojos en el Tour de Francia 2016.

## Palmarés

### Ruta
2010
- 1 etapa de la Volta a Cataluña

2011
- Cinturó de l'Empordá, más 1 etapa

2016
- Rad am Ring

### Grava
2023
- 3.º en el Campeonato Europeo en Grava

## Resultados en Grandes Vueltas y Campeonatos del Mundo
Durante su carrera deportiva consiguió los siguientes puestos en las Grandes Vueltas y en los Campeonatos del Mundo en carretera:
| Carrera         | Carrera         | 2006 | 2007 | 2008 | 2009 | 2010 | 2011 | 2012 | 2013 | 2014 | 2015  | 2016  |
| --------------- | --------------- | ---- | ---- | ---- | ---- | ---- | ---- | ---- | ---- | ---- | ----- | ----- |
|                 | Giro de Italia  | —    | —    | —    | —    | Ab.  | —    | —    | —    | —    | —     | —     |
|                 | Tour de Francia | —    | —    | —    | —    | —    | —    | —    | —    | 50.º | 99.º  | 101.º |
|                 | Vuelta a España | —    | —    | —    | 99.º | 70.º | —    | —    | 68.º | —    | —     | —     |
| Mundial en Ruta | Mundial en Ruta | —    | —    | —    | —    | —    | —    | —    | —    | Ab.  | 103.º | —     |

—: No participa

Ab.: abandono

## Equipos
- Heinz von Heiden (2006)
- Team 3C-Gruppe (2007-2008)
  - Team 3C-Gruppe Lamonta (2007)
  - Team 3C-Gruppe (2008)
- Team Milram (2009-2010)
- Endura Racing (2011-2012)
- NetApp/Bora (2013-2016)
  - Team NetApp-Endura (2014)
  - Bora-Argon 18 (2015-2016)